# Nhiệm kỳ tổng thống đầu tiên của Donald Trump
Nhiệm kỳ tổng thống lần thứ nhất của Donald Trump bắt đầu vào buổi trưa theo giờ EST (17:00 giờ UTC) ngày 20 tháng 1 năm 2017 và đã kết thúc vào buổi trưa theo giờ EST (17:00 giờ UTC) ngày 20 tháng 1 năm 2021 sau khi ông cùng gia đình từ Nhà Trắng bay đến bang Florida, trước đó ông đã nhậm chức tổng thống thứ 45 của Hoa Kỳ, kế nhiệm Barack Obama. Là một đảng viên của Đảng Cộng hòa, Trump là một doanh nhân và nhân vật truyền hình thực tế đến từ Thành phố New York vào thời điểm ông giành chiến thắng trong cuộc bầu cử tổng thống năm 2016 trước ứng cử viên Đảng Dân chủ Hillary Clinton. Tuy Trump thua phiếu phổ thông, ông đã thắng phiếu bầu của Đại cử tri đoàn, 304-227, trong một cuộc tranh cử tổng thống mà các cơ quan tình báo Mỹ kết luận là mục tiêu của một chiến dịch can thiệp của Nga. Trump đã đưa ra nhiều tuyên bố sai lệch hoặc gây hiểu lầm trong chiến dịch tranh cử và nhiệm kỳ tổng thống của mình. Các tuyên bố đã được ghi lại bởi những người kiểm tra thực tế, với các nhà khoa học chính trị và sử học mô tả rộng rãi hiện tượng này là chưa từng có trong chính trị hiện đại của Mỹ. Tỷ lệ ủng hộ của công chúng dành cho Trump đã ổn định, dao động ở mức từ 30 cao đến giữa 40% trong suốt nhiệm kỳ tổng thống của ông.
Trump đã lùi lại nhiều biện pháp bảo vệ môi trường, cũng như giảm bớt việc thực thi các quy định hiện hành. Ông đã kết thúc Kế hoạch Điện sạch, rút khỏi Thỏa thuận Paris về giảm thiểu biến đổi khí hậu và kêu gọi trợ cấp để tăng sản lượng nhiên liệu hóa thạch, gọi biến đổi khí hậu do con người tạo ra là một trò lừa bịp. Trump đã thất bại trong nỗ lực bãi bỏ Đạo luật Chăm sóc Giá cả phải chăng (ACA), nhưng đã hủy bỏ nhiệm vụ bảo hiểm y tế cá nhân và thực hiện nhiều hành động cản trở hoạt động của đạo luật. Trump đã tìm cách cắt giảm chi tiêu đáng kể cho các chương trình phúc lợi lớn bao gồm Medicare và Medicaid, mặc dù đã tuyên bố sẽ bảo vệ hai chương trình này. Ông đã ban hành bãi bỏ một phần Đạo luật Dodd-Frank (trước đó đã áp đặt các ràng buộc chặt chẽ hơn đối với các ngân hàng sau cuộc khủng hoảng tài chính 2007-2008), cản trở Cục Bảo vệ Tài chính Người tiêu dùng trong việc chống gian lận và bảo vệ người tiêu dùng, và rút khỏi Trans -Quan hệ đối tác Thái Bình Dương. Trump đã ký Đạo luật cắt giảm thuế và việc làm năm 2017, đạo luật này đã giảm vĩnh viễn thuế doanh nghiệp và bất động sản, đồng thời tạm thời hạ hầu hết các mức thuế thu nhập cá nhân trong khi tăng thuế suất cho một số người. Ông đã ban hành thuế quan đối với thép và nhôm nhập khẩu và các hàng hóa khác, gây ra các mức thuế trả đũa từ Canada, Mexico và Liên minh châu Âu, và một cuộc chiến thương mại với Trung Quốc. Các mức thuế này đã ảnh hưởng xấu đến nền kinh tế Mỹ, mặc dù nó tiếp tục được cải thiện trong hầu hết nhiệm kỳ của Trump, theo xu hướng từ chính quyền trước đó. Thâm hụt liên bang tăng vọt dưới thời Trump do tăng chi tiêu và cắt giảm thuế.
Chính sách đối ngoại "Nước Mỹ trên hết" của Trump được đặc trưng bởi các hành động đơn phương, coi thường lời khuyên và sự ủng hộ của nhiều đồng minh truyền thống của Mỹ. Bất chấp cam kết cắt giảm quân nhân Mỹ được triển khai ở nước ngoài, con số này về cơ bản không thay đổi trong ba năm kể từ nhiệm kỳ tổng thống của Trump. Chính quyền đồng ý bán vũ khí trị giá 110 tỷ USD cho Ả Rập Xê-út, công nhận Jerusalem là thủ đô của Israel, và đã ban hành một sắc lệnh gây tranh cãi phủ nhận công dân từ một số quốc gia Hồi giáo đa số nhập cảnh vào Mỹ Chính quyền của ông đã rút quân Mỹ khỏi miền Bắc Syria, cho phép Thổ Nhĩ Kỳ tấn công người Kurd vốn là đồng minh của Mỹ. Trump ba lần tới Bắc Triều Tiên gặp lãnh đạo quốc gia Kim Jong-un, bắt đầu vào năm 2018. Năm đó, Trump rút Mỹ khỏi Thỏa thuận Iran (trong khi Iran tuân thủ các điều khoản), và sau đó leo thang căng thẳng với nước này bằng cách ám sát tướng Qasem Soleimani. Yêu cầu của Trump về việc tài trợ liên bang cho bức tường biên giới Mỹ - Mexico dẫn đến việc chính phủ đóng cửa kéo dài một tháng trong giai đoạn 2018–2019 và sau đó là việc ông tuyên bố tình trạng khẩn cấp quốc gia. Chính quyền đã tạm thời thực hiện chính sách chia cắt gia đình đối với những người di cư gây tranh cãi khi họ bị bắt giữ ở biên giới Mỹ - Mexico. Năm 2020, Trump ký thành luật Thỏa thuận Hoa Kỳ-Mexico-Canada (USMCA) để thay thế NAFTA, đồng thời làm trung gian cho Hiệp định Abraham và thỏa thuận Kosovo-Serbia.
Sau khi Trump sa thải Giám đốc James Comey của Cục Điều tra Liên bang (FBI), cựu giám đốc FBI Robert Mueller được bổ nhiệm làm cố vấn đặc biệt để điều tra sự can thiệp của Nga trong cuộc bầu cử năm 2016. Sáu cố vấn và nhân viên chiến dịch của Trump đã bị truy tố và năm người đã nhận tội hình sự. Trump thường xuyên phủ nhận sự thông đồng hoặc cản trở công lý và chỉ trích cuộc điều tra, gọi đây là một "cuộc săn phù thủy" có động cơ chính trị. Vào tháng 3 năm 2019, Mueller kết luận rằng Nga can thiệp vào việc ủng hộ ứng cử viên của Trump và cản trở Clinton, và mặc dù các bằng chứng phổ biến "không cho thấy các thành viên của chiến dịch Trump âm mưu hoặc phối hợp với chính phủ Nga", có thể xảy ra những cản trở công lý.
Hạ viện đã đưa ra một cuộc điều tra luận tội sau một báo cáo vào tháng 9 năm 2019 rằng Trump đã lạm dụng quyền lực tại văn phòng của mình bằng cách gây áp lực với tổng thống Ukraine để giúp chiến dịch tái cử năm 2020 của ông bằng cách điều tra đối thủ Dân chủ của ông, cựu phó tổng thống Mỹ Joe Biden. Trong số những lời dụ dỗ khác, Trump đã ra lệnh giữ lại viện trợ quân sự được quốc hội ủy nhiệm cho Ukraine. Vào ngày 18/12/2019, Trump trở thành tổng thống Mỹ thứ ba trong lịch sử bị luận tội. Phiên tòa tại Thượng viện của ông kết thúc vào ngày 5/2/2020, khi ông được tuyên trắng án theo đường lối của đảng về hai điều khoản luận tội, lạm dụng quyền lực và cản trở công lý.
Trump phải đối mặt với những cuộc khủng hoảng chồng chéo lớn trong năm cuối cùng của nhiệm kỳ: đại dịch COVID-19 và kết quả là suy thoái kinh tế, cũng như các cuộc biểu tình trên toàn quốc sau vụ cảnh sát giết chết George Floyd. Năm cuối cùng trong nhiệm kỳ của ông cũng xảy ra việc cả ông và đệ nhất phu nhân được chẩn đoán mắc virus COVID-19. Trump ra tranh cử cho nhiệm kỳ thứ hai, nhưng thất bại trước đối thủ là cựu phó tổng thống Joe Biden của đảng Dân chủ trong cuộc bẩu cử tổng thống Hoa Kỳ, 2020. Nhiệm kỳ của Donald Trump đã kết thúc vào ngày 20/1/2021, khi tổng thống đắc cử Joe Biden tuyên thuệ nhậm chức tổng thống thứ 46 của Hoa Kỳ.

## Nhậm chức
Trump nhậm chức vào ngày 20/1/2017, ngay sau khi Mike Pence tuyên thệ làm phó tổng thống. Cùng với vợ, Melania Trump, Donald Trump tuyên thệ nhậm chức trước Chánh án John Roberts. Trong diễn văn nhậm chức mười bảy phút của mình, Trump tuyên bố đặt nước Mỹ lên trên hết ("America first") và lên án các chính trị gia liên bang mà ông lập luận rằng họ trở nên giàu có trong khi việc làm và nhà máy bị chuyển sang nước khác. Trump hứa, "Mọi quyết định về thương mại, về thuế, về nhập cảnh, đối ngoại, sẽ được thực hiện để mang lại lợi ích người lao động Mỹ và các nhà máy của Mỹ." 
Theo các quan chức địa phương, khoảng 800 tới 900 nghìn người đổ về thủ đô Hoa Kỳ để theo dõi ông Trump nhậm chức. Con số này được coi là ít hơn đáng kể so với khoảng 1,8 triệu người theo dõi buổi lễ tương tự dành cho ông Barack Obama.